# David 8
David 8, comúnmente conocido como David, es un personaje de ficción presentado en la franquicia de Alien, interpretado por Michael Fassbender. Introducido por primera vez en la precuela, Prometheus (2012), David es un androide que sirve como mayordomo, hombre de mantenimiento e hijo sustituto de su creador, Peter Weyland, fundador de Weyland Corporation. Mientras ayuda a sus compañeros humanos en su expedición interestelar a conocer a sus creadores —Los Ingenieros extraterrestres—  David está obsesionado con el concepto de crear vida propia. Al morir Peter Weyland, David es liberado de la servidumbre, lo que le permite llevar a cabo sus experimentos para diseñar xenomorfos.
David se conceptualizó como un personaje que proporcionara una perspectiva no humana del tema de conocer a los creadores de la humanidad en Prometheus, con él representando a la próxima generación en una línea de creadores que se encuentra desilusionado por sus predecesores. Fassbender, quien fue la primera elección del director Ridley Scott para el papel, ayudó a crear el personaje para compartir rasgos con T. E. Lawrence, quien fue una fuente de inspiración como un fanático del control atrapado entre dos culturas —las culturas son la humanidad y los sintéticos, en el caso de David—. A medida que la serie progresa, los comportamientos y las motivaciones de David evolucionan de un agente misterioso con motivaciones ambiguas a un personaje que se opone directamente al bienestar de la humanidad.
A pesar de la tibia recepción de las películas precuelas de Alien, tanto la actuación de Fassbender como el personaje de David han recibido la aclamación de la crítica. Los comentarios elogiaron al personaje por convertirse en un antagonista abierto con los eventos de Alien: Covenant (2017). Los críticos llamaron a David uno de los mejores personajes de Alien hasta la fecha y uno de los mejores villanos cinematográficos de la década de 2010. Fassbender recibió varios premios y nominaciones por su interpretación del personaje.

## Antecedentes

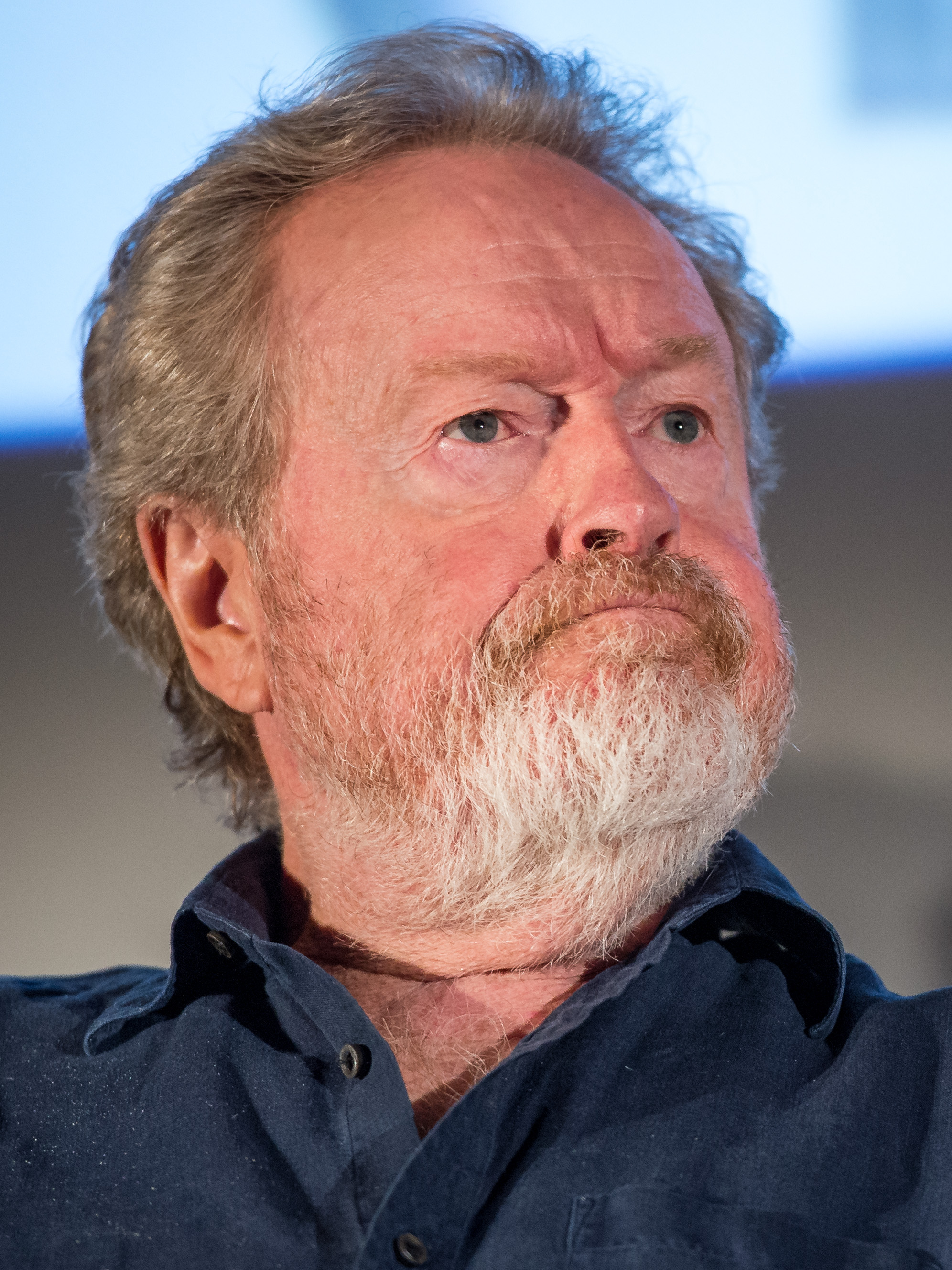
Sir Ridley Scott mantiene la inteligencia artificial como un tema central a lo largo de su carrera, con varias formas de androides presentes en sus películas antes de la creación de David.

Un sello distintivo del director Sir Ridley Scott es el tema de la inteligencia artificial presente en sus películas de ciencia ficción. La primera incursión de Scott en la filosofía de la inteligencia artificial fue con el androide Ash, en la película original de Alien lanzada en 1979. Ian Holm retrató a Ash como un personaje que puede asumir una forma humana, sin embargo, mantiene un sentido de superioridad que es solo humillado por la naturaleza del Alien, que va en contra del futuro mismo de la raza humana. En el libro The Culture and Philosophy de Ridley Scott, los autores, Adam Barkman, Ashley Barkman y Nancy Kang, razonan que aunque Ash está diseñado para parecer humano, sus entrañas son biomecánicas y él mismo no presume de ser un ser sensible. con una apariencia de vida, pero una construcción artificial cuya personalidad está dictada por la maquinaria. Cada entrega posterior de la serie de películas Alien dirigida por Scott presenta al menos un personaje sintético —Androide— designado para mantener el orden a bordo de su nave espacial respectiva. En 2017, Scott explicó que los sintéticos que aparecen en las películas de Alien que dirigió están diseñados para subvertir su naturaleza robótica y para imitar a los humanos de manera impecable. La forma original de los androides introducida en Alien contradiría la naturaleza observable de David en Prometheus; aunque ambos servirían a los mismos maestros corporativos y tendrían las mismas entrañas no humanas, David se identificaría a sí mismo como una entidad sensible que es capaz de expresar —y no sentir— la emoción.
Entre el momento en que Scott lanzó Alien en 1979 y regresó a la franquicia con Prometheus en 2012, dirigió otra película notable de ciencia ficción sobre inteligencia artificial, Blade Runner, en 1982. A diferencia de los androides de sangre blanca de Alien que emulan las emociones y reconocen una desconexión con la humanidad, Blade Runner presenta los replicantes, humanoides biorrobóticos mejorados que solo pueden identificarse por ser carentes de emociones. Para mantener el control, los creadores humanos de los replicantes instalan recuerdos falsos que detallan vidas enteras que les dan un sentido de identidad. Blade Runner, una película en gran medida influyente, ha provocado una serie de preguntas filosóficas sobre la inteligencia artificial y si un androide realmente podría considerarse vivo o no. La película específicamente cuestiona si los pensamientos, un sentido de identidad, las emociones y la conciencia en general, pueden ser algo genuino cuando se aplica a la inteligencia artificial. Debido a que David se identificó a sí mismo como una entidad viviente —similar a los replicantes— los críticos de cine en 2012 no solo cuestionarían si Prometheus era una precuela directa de Alien, sino si la película tenía una relación con Blade Runner.
Los filósofos han observado que una serie de modelos para probar la inteligencia artificial son relevantes para los temas presentes en la filmografía de Scott. La prueba más comúnmente asociada con la inteligencia artificial en su trabajo es el test de Turing, creado por el científico inglés Alan Turing. El argumento de Turing fue que no existe una diferencia significativa entre un humano y un androide, lo cual sería aparente cuando un ser humano no podría identificar si el individuo con el que se está comunicando es un ser humano o un androide. En Blade Runner, el método para identificar los replicantes físicamente idénticos es mediante la administración de la prueba ficticia Voight-Kampff, que detecta las disparidades en las respuestas emocionales. Aunque un replicante no pasaría la prueba de Turing, un androide en el marcador cronológico de Alien, como Ash, se desempeñaría extremadamente bien. Además, la Habitación china, creada por John Searle, ha sido postulada como una prueba relevante para los androides de la franquicia Alien. A medida que la prueba determina si alguien puede identificar qué son las letras chinas sin saber lo que significa, los filósofos han dibujado un paralelismo con Ash, que puede emular misteriosamente a un humano, aunque no entiende lo que significa ser uno. Kang describió la eventual presentación de David como otro personaje androide creado por Scott como una síntesis entre Alien y Blade Runner, con el personaje capaz de pasar la prueba de Turing como Ash, pero también capaz de pasar la prueba de la habitación china como un replicante, lo que implica que de hecho, sería el primer androide vivo de la franquicia Alien.

## Desarrollo del personaje

### Creación
El escritor Jon Spaihts creó a David como un androide a bordo en el primer borrador de su guion para la precuela Alien: Engineers, como una exploración del tema de las creaciones y de estar en presencia de los creadores. Así como los humanos a bordo del Prometeo buscan descubrir los secretos de sus creadores —Los Ingenieros— David ya está en presencia de sus creadores. A diferencia de sus compañeros y sucesores androides, David se desilusionaría con sus creadores y buscaría convertirse en una entidad que desafiara su naturaleza. Scott estuvo a favor del concepto e instó al escritor Damon Lindelof a que lo prosiguiera mientras reescribía el guion que se adaptaría como Prometheus. Aunque David percibiría que el concepto de la expedición de la Prometeo es frívolo —debido a su decepción con sus creadores— no obstante, le fascinaría la noción de creación. Por lo tanto, las acciones traicioneras del personaje en las películas, como infectar al arqueólogo Charlie Holloway con un mutágeno alienígena, serían el deseo de crear una nueva generación evolutiva propia. Poco después del lanzamiento de Alien: Covenant, Scott explicó que a medida que David aprende más sobre su linaje a través de la humanidad y los ingenieros, «Los odia. No respeta a los Ingenieros ni a los seres humanos», y concluye que erradicarlos de la existencia será para el mejoramiento del universo.
Con relación a los personajes humanos, David fue conceptualizado no solo como un hijo sustituto de Peter Weyland, sino como un reemplazo de la hija separada de Weyland, Meredith Vickers. La actriz que interpretó a Vickers, Charlize Theron, detalló que Ridley Scott percibió que la familia de Weyland y su compañía, la Weyland Corporation, estaban dominadas por hombres, con el ADN compartido de Vickers como único accesorio. Esto va en contra de David, que es un hombre sintético creado para suplantar a Vickers y defender el patriarcado de la familia. A lo largo del proceso de reescritura de ocho meses que conduce directamente a la fotografía principal, Damon Lindelof se centró en mejorar la esclavitud de David hacia Weyland y el Prometeo. A pesar de que David fue diseñado para ser un hijo sustituto, en realidad sería un cautivo proverbial para el maestro y su nave. Con la muerte de Weyland a manos del Ingeniero despierto, la programación de David ha seguido su curso y cada acción que toma de allí es por su propia voluntad, esencialmente liberándolo. Un elemento filosófico que Scott planteó sobre el modelo de David 8 es que ejemplifica los peligros de hacer que un androide sensible, con él teniendo la capacidad del libre albedrío y la capacidad de crear, cruza un límite moral que otros androides mantienen dentro. El contraste entre David y los otros androides se desarrolló aún más en Alien: Covenant, con la creación del personaje físicamente idéntico Walter, que se hizo más robótico e incapaz de crear por su cuenta.

## Apariciones

### Prometheus(2012)
Mientras el buque científico Prometheus se dirige hacia la luna LV-223, David mantiene la nave y pasa el tiempo realizando actividades pausadas, supervisando los sueños de los miembros de la tripulación, viendo películas y estudiando el lenguaje proto-indoeuropeo en el que se cree que los ingenieros hablaban. Al llegar, una presentación holográfica del supuesto difunto Peter Weyland presenta a David como su hijo sustituto. David, junto con la mayor parte de la tripulación, se embarcan en una excursión a tierra hacia una de las estructuras artificiales que contienen naves Ingeniero sumergidas. En el interior, David utiliza su conocimiento lingüístico para activar un antiguo holograma que representa a los ingenieros que huyen a través de los corredores de la nave. Siguiendo el holograma, encuentra una habitación llena de urnas que contienen un mutágeno negro. Cuando se detecta una tormenta de viento entrante, David carga una de las urnas y la devuelve a Prometheus. A bordo de la nave, David ayuda a Shaw a estudiar una cabeza de un Ingeniero. Una voz no identificada de la radio le ordena a David que "intente con más fuerza", lo que le obliga a recoger una gota de mutágeno de la urna y utilizarla para infectar a Holloway mientras bebe champán.
Al día siguiente, hay otra excursión a la nave de los Ingenieros, con David proporcionando a Meredith Vickers, ejecutiva de Weyland Corporation, una transmisión en vivo de su propia investigación privada. Sin embargo, él corta a Vickers de la transmisión y lo mantiene exclusivo para una audiencia privada. David se dirige a la cubierta de vuelo de la nave, donde activa un holograma que revela que los Ingenieros estaban buscando viajar a la Tierra y que hay un solo Ingeniero en cryosleep. David y el resto del equipo regresan a Prometheus cuando la infección de Holloway por el mutágeno se hace evidente, lo que lleva a Vickers a incinerarlo con un lanzallamas. David revisa los signos vitales de Shaw y le informa que está "embarazada", como resultado de que Holloway le pasó el mutágeno cuando tuvieron relaciones sexuales la noche anterior. Después de que Shaw extrae quirúrgicamente un parásito extraterrestre de su abdomen, pasa a los aposentos privados del director previamente no identificado de David, el aún vivo Peter Weyland.
David prepara a Weyland para una excursión a la nave de los Ingenieros. Shaw le pregunta a David sobre su libertad después de la eventual desaparición de Weyland, a lo que él siniestramente pregunta sobre el sueño de cada niño de tener a sus padres muertos. Él lleva al equipo a la cubierta de vuelo de la nave, donde se despierta y habla con el ingeniero, que reacciona decapitándolo y matando al resto del equipo, excepto Shaw. La cabeza cortada de David observa desde el suelo cómo el Ingeniero lanza la nave e intenta embarcarse hacia la Tierra. Después de que la nave es desactivada por Prometheus al chocar intencionalmente contra ella, David le advierte a Shaw que el Ingeniero viene por ella. David contacta a Shaw luego de que ella escapa del Ingeniero y le convence de que recupere su cabeza y su cuerpo, para que pueda pilotar otra nave. Shaw dicta que ella cooperará con él si les lleva al mundo natal del Ingeniero, lo cual él acepta, a pesar de no entender sus motivaciones. Juntos, parten de la luna a bordo de una nave de los Ingenieros.

### Alien: Covenant(2017)
Poco después de su creación, David se familiariza con un joven Peter Weyland, que se presenta como el creador y "padre" de Android. Weyland le pregunta cuál es su nombre y al observar a la escultura David por Michelangelo, afirma que su nombre es David. Mientras David toca el piano, Weyland declara que buscarán juntos al creador de la humanidad. David comenta que Weyland morirá, mientras que él mismo es incapaz de morir. Un agitado Weyland responde ordenando a David que le prepare una taza de té.
Luego del éxodo de David y Shaw hacia el mundo de los Ingenieros, llegan a un templo rodeado de decenas de Ingenieros. La alfombra de David los bombardea con el mutágeno, lo que resulta en la extinción de toda la vida no floral en el planeta, así como mutaciones en la flora que pueden infectar e impregnar organismos con Neomorphs. La nave Ingeniero se bloquea después y Shaw muere por medios desconocidos, aunque David conserva y utiliza su cuerpo en sus experimentos de eugenesia. Once años más tarde, un equipo de la nave colonia Covenant es atacado por dos Neomorfos que explotan en dos de sus cuerpos. David interviene asustándolos con una pistola de bengalas. Él insta a los sobrevivientes a seguirlo al templo, donde ha establecido su laboratorio. Luciendo cabello crecido, David se presenta a sí mismo y les ofrece refugio, mientras aprende acerca de los 2000 colonos y 1000 embriones en estasis a bordo de Covenant. Él tiene un interés especial en el modelo sucesor de su propia línea sintética, Walter, y le dice que Shaw murió cuando se estrelló la nave Engineer. David afirma haber amado a Shaw y lo compara con el apego de Walter al experto en terraformación Daniels, que Walter descarta como imposible. David intenta vincularse con Walter enseñándole a tocar la flauta. Walter explica que, aunque está más avanzado, se ha visto inhibido de crear, debido a la idiosincrasia más parecida a la humana de David y su capacidad de pensar por sí mismo, causando disturbios con las personas que lo rodean.
Después de que un Neomorfo ataca y decapita al oficial de seguridad del Covenant Rosenthal, David se acerca y lo pacifica al intentar comunicarse. El capitán de la nave, Christopher Oram, mata al Neomorfo, molestando a David. Sostenido a punta de pistola por Oram, David le muestra cómo ha estado utilizando el mutágeno para tratar de diseñar el "organismo perfecto", con los Neomorphs siendo uno de los resultados. David lleva a Oram a una habitación llena de huevos de Alien, donde Oram es atacado e impregnado por un Facehugger al forzar a su ovipositor por la garganta. David observa como Oram despierta poco tiempo después y muere cuando el primer alienígena Xenomorph sale de su cofre. Después de descubrir el cadáver disecado y mutilado de Shaw, Walter se enfrenta a David, afirmando que sabe que David la mató, junto con los ingenieros. Walter rechaza la oferta de David de unirse a él, lo que provocó que David lo atravesara por el cuello con su flauta, aparentemente para terminar con él.
David se encuentra con Daniels, a quien ataca e intenta forzarse sobre ella. Walter interviene y los dos androides participan en una pelea. Aunque Walter tiene la ventaja, David busca un cuchillo y derrota a Walter, asumiendo secretamente su identidad. David escapa con los pocos sobrevivientes a bordo de un módulo de aterrizaje de carga, que se usa para matar a un Alien que le persigue. A bordo de Covenant, la computadora principal de la nave, MU/TH/UR ("Madre"), informa a la tripulación que una "forma de vida no identificada" se ha almacenado. David se coordina con Daniels y el piloto de la nave, Tennessee, para conducir al Alien a la bahía de terraformación, donde la criatura es arrojada al espacio. David ayuda a Tennessee a quedarse dormido, seguido por Daniels. Antes de que Daniels se vaya a dormir, menciona su sueño sobre una cabaña en el lago, sobre la que le había contado previamente a Walter. Cuando David no reconoce su historia, Daniels se da cuenta de quién es y entra en pánico, antes de que David la ponga en criosueño. David regurgita dos embriones y los almacena en almacenamiento en frío junto a los embriones humanos. Con los humanos y los embriones a su merced, envía una transmisión imitando a Walter que afirma que todos los miembros de la tripulación, a excepción de Daniels y Tennessee, murieron en un estallido de neutrinos y que todavía están en camino a su destino original, Origae. 6.

## Recepción

### Recepción de la crítica
A pesar de la tibia recepción de las películas de la precuela de Alien, el retrato de Michael Fassbender de David recibió la aclamación de la crítica, y su actuación en general se consideró la más destacada. Después de la proyección de la crítica de Prometheus en mayo de 2012, los críticos de varias compañías de medios, incluyendo /Film y Screen International, proclamaron que Fassbender fue lo más destacado de la película. Forrest Wickman de la revista Slate elogió a Fassbender por ser capaz de emular un valle misterioso a través de sus manierismos y calificó a David como el mejor retrato de un androide hasta la fecha. Philip French, de The Guardian, elogió al personaje por ser una mezcla entre el valet de ficción Jeeves, creado por P. G. Wodehouse, y un agente doble que se encuentra comúnmente en una producción teatral renacentista inglesa. French felicitó además al personaje por rendir homenaje a T. E. Lawrence al ser retratado como un fanático del control atrapado entre dos culturas; el paralelo en Prometeo es que David está atrapado entre la humanidad y los productos sintéticos. Refiriéndose al titán Prometeo de la mitología griega, Kwaak Je-yup declaró en su reseña de Prometeo que Fassbender "roba el fuego" en cada escena, eclipsando la actuación principal de Noomi Rapace como Shaw.
El personaje de David durante la serie de precuelas de Alien, con su papel cada vez más central, ha sido alabado por la crítica. Kevin Lincoln de la revista Vulture describió a David como el mejor villano cinematográfico en años, debido a su personalidad dinámica y su capacidad de ganar contra los personajes de Alien: Covenant. John Squires de Bloody Disgusting elogió a David por suplantar a la principal protagonista de las cuatro primeras películas, Ellen Ripley, como el mejor personaje de la franquicia en 2017. Squires percibió la pasión de David por convertirse en un creador de Alien: Covenant como una explicación retroactiva para el envenenamiento Holloway en Prometeo. Evitando la mayoría de las revisiones, Wenlei Ma de News.com.au felicitó la capacidad de Fassbender para retratar a David, aunque criticó el misterio perdido al revelar las verdaderas intenciones del personaje.

### Premios
Michael Fassbender ha ganado varios premios y nominaciones por su interpretación de David. Fassbender ganó Mejor Actor de Reparto en la edición 2012 de Fright Meter Awards, un evento anual de premiación de películas de terror. Fue nominado por los London Film Critics Circle Awards 2012 como Actor de Reparto del Año, pero perdió ante Philip Seymour Hoffman en The Master. En la 39.ª edición de los Premios Saturn, Fassbender fue nominado como Mejor Actor de Reparto, perdiendo ante el papel de Clark Gregg  de Phil Coulson en The Avengers.